# IC 1498
IC 1498 ist eine Spiralgalaxie vom Hubble-Typ Sa im Sternbild Aquarius auf der Ekliptik. Sie ist schätzungsweise 236 Millionen Lichtjahre von der Milchstraße entfernt und hat einen Durchmesser von etwa 130.000 Lichtjahren.

Im selben Himmelsareal befinden sich u. a. die Galaxien NGC 7692 und IC 5334.
Das Objekt wurde am 5. November 1891 vom US-amerikanischen Astronomen Lewis Swift entdeckt.